# 袁志发
袁志发（？—），男，中国新闻工作者，曾任《人民日报》社副总编辑、《光明日报》社总编辑、第十届全国政协委员。